# Suffixe -er en mandarin
Pour les articles homonymes, voir Suffixe -er.
Il existe en mandarin un unique sinogramme (ayant deux graphies), 兒/儿 (en pīnyīn -er voire -r seul), pouvant ne pas être prononcé comme une syllabe. Appelé parfois Erhua (儿化), il sert en effet régulièrement de suffixe modifiant la voyelle de la syllabe précédente par une rétroflexion. Cet article décrira les effets de cette rétroflexion sur la prononciation des syllabes ainsi qu'une analyse sémantique de l'utilisation d'un tel suffixe. La lecture préalable de l'article Syllabe en mandarin est fortement conseillée. Les sinogrammes sont fournis en graphie traditionnelle suivie de la graphie simplifiée.

## Analyse phonologique

### La forme -er
Le suffixe 兒/儿 est, en mandarin, un caractère en marge du système phonologique de la syllabe. En effet, alors que la norme semble être un caractère = un morphème = une syllabe, le caractère 兒/儿 est, pour sa part, asyllabique : il joue un rôle sur la syllabe précédente, qu'il modifie phonétiquement, et ne possède pas de réalisation phonétique propre. Cependant, 兒/儿 est aussi un caractère indépendant qui se prononce dans ce cas ér : 兒子/儿子 érzǐ, « enfant ».
Ce suffixe – hormis quand il s'agit du caractère indépendant – sert seulement à indiquer que le segment jouant le rôle de la voyelle dans la syllabe précédente (cf. syllabe en mandarin) est rétroflexe, c'est-à-dire prononcé avec la pointe de la langue venant se placer derrière les alvéoles, au niveau du palais dur, mais sans le toucher. Les voyelles acquièrent alors un timbre très caractéristique. L'adjonction d'un tel suffixe peut changer ou non le sens du sinogramme ; il est d'ailleurs notable que le considérer comme un suffixe est en soi sujet à caution : c'est plutôt un simulfixe (affixe se manifestant par une modification des phonèmes sans que ne soit touchée la structure globale). Pour une analyse sémantique de ce suffixe, voir plus bas.
Le suffixe rétroflexe est noté en pīnyīn par la lettre -r directement collée à la syllabe modifiée. Comme on le verra, cette convention orthographique manque de clarté.

### Modifications vocaliques
Le pīnyīn se contente[Quoi ?] de rajouter un -r à la suite de la syllabe rétrofléchie. Cette notation n'est pas suffisante, puisque les modifications subies par la syllabe sont variables et dépendent de sa structure.

#### Altérations du sous-segment final
Le trait marquant de la suffixation en -er est la neutralisation que peut subir le sous-segment syllabique final. En effet, si sa valeur de départ est /i/, /n/ ou /ø/, celle-ci passe automatiquement à /ø/ devant -er. Si ce sous-segment vaut /ŋ/, il n'est plus prononcé mais le somment vocalique de la syllabe est nasalisé ; enfin, /u/ est considéré comme une voyelle à part entière et son cas est traité dans la sous-partie suivante :
| /x‑x₊x₊i/ + /-r/ | → | x‑x₊x₊ø/ + /-r/ |
| /x‑x₊x₊n/ + /-r/ | → | x‑x₊x₊ø/ + /-r/ |
| /x‑x₊x₊ø/ + /-r/ | = | x‑x₊x₊ø/ + /-r/ |
| /x‑v₊ŋ/ + /-r/   | → | /x‑ṽ₊ø/ + /-r/  |

Légende :
- le tilde note la nasalisation.

Dans les exemples suivants, les syllabes en italique de la colonne de gauche correspondent à la notation pīnyīn, celles de droite à ce qu'il faudrait écrire pour lever toute ambiguïté :
| /b‑ø₊a₊i/ + /-r/ bair  | → | /b‑ø₊a₊ø-r/ bar  |
| /b‑i₊a₊n/ + /-r/ bianr | → | /b‑i₊a₊ø-r/ biar |
| /b‑i₊e₊ø/ + /-r/ bier  | = | /b‑i₊e₊ø-r/ bier |
| /b₊a₊ŋ/ + /-r/ bangr   | → | /b₊ã₊ø-r/ bãr    |

#### Rétroflexion et apophonie du dernier sous-segment vocalique
Outre la neutralisation du dernier sous-segment, c'est la voyelle proprement dite de la syllabe (c'est-à-dire le dernier sous-segment à jouer le rôle de la voyelle après la neutralisation) qui est le plus modifiée : celle-ci, en effet, subit la rétroflexion proprement dite. La pointe de la langue se place en arrière des alvéoles, au niveau du palais dur, sans le toucher, de manière à laisser l'air passer librement tout en colorant la voyelle. En A.P.I., la rétroflexion vocalique est indiquée au moyen du signe [˞].
Ce faisant, la voyelle (ou la résonance vocalique d'une syllabe sans finale, notée i après z, c, zh, ch et r) peut aussi subir une apophonie, ou changement de timbre, ce que le pīnyīn, encore une fois, ne note pas clairement. On constate dans ce cas une nouvelle neutralisation des timbres, qui sont ramenés à quatre valeurs fondamentales, [a˞], [o˞],[ə˞] et [u˞]. Les sommets /i/ et /ü/ perdent leur identité en ne devenant qu'un appendice palatal devant [ə˞] :
| Sommet vocalique | /a+r/ | /o+r/ | /u+r/ | /e+r/, /i+r/ /ü+r/ et /ø+r/ |
| Réalisation      | [a˞]  | [o˞]  | [u˞]  | [ə˞], [ʲə˞], [ɥə˞] et [ə˞]  |

Il ne faut pas perdre de vue que la notation en pīnyīn peut être synthétique et masquer le sommet vocalique : ainsi -ui vaut /-uei/, -un /-uen/, et -ün /-üen/ ; partant, la rétroflexion porte sur /e/ et non sur /u/ ou /ü/ :
- -uir = /-uei/ + /r/ → /-ueø-r/ = [wə˞] ;
- -unr = /-uen/ + /r/ → /-ueø-r/ = [wə˞] ;
- -ünr = /-üen/ + /r/ → /-üeø-r/ = [ɥə˞].

#### Tableau synoptique
Les effets de la neutralisation permettent de traiter ensemble plusieurs finales (les finales en petits caractères et en italique sont les variantes en question précédées d'un premier sous-segment non nul).
Le sous-segment initial, quelle que soit sa valeur, n'est pas touché si le sous-segment médian n'est pas nul ; /-ieø/, /-uoø/ et /-üeø/ sont traités de la même manière : l'on obtient la voyelle médiane rétrofléchie précédée du sous-segment de départ, soient respectivement [jə˞], [wo˞] et [ɥə˞].
| -ø                                                | + r | [ə˞]                                | 事兒 shìr [ʂə˞]     |
| -a (-ia, -ua), -ai (-uai), -an (-ian, -uan, -üan) | + r | [a˞] ([ʲa˞], [ʷa˞], [ɥa˞])          | 邊兒 biānr [b̥ʲa˞]   |
| -e (-ie, -üe), -ei (-uei), -en (-uen, -üen)       | + r | [ə˞] ([ʲə˞], [ʷə˞], [ɥə˞])          | 這兒 zhèir [ɖ̥ʐə˞]   |
| -o (uo)                                           | + r | [o˞] ([ʷo˞])                        | 錯兒 cuòr [tsʰʷo˞]  |
| -i (in)                                           | + r | [ʲə˞]                               | 雞兒 jīr [tɕʲə˞]    |
| -u (-ou, -iou, -au, -iau)                         | + r | [u˞] ([ou˞], [ʲou˞], [au˞], [ʲau˞]) | 兔兒 tùr [tʰu˞]     |
| -ü                                                | + r | [ɥə˞]                               | 曲兒 qǔr [tɕʰɥə˞]   |
| -aŋ (-iaŋ, -uaŋ)                                  | + r | [ɑ̃˞] ([ʲɑ̃˞], [ʷɑ̃˞])                 | 筐兒 kuāngr [kʰʷɑ̃˞] |
| -eŋ                                               | + r | [ǝ̃˞]                                | 凳兒 dèngr [d̥ǝ̃˞]    |
| -uŋ (-iuŋ)                                        | + r | [ũ˞] ([ʲũ˞])                        | 用兒 yòngr [ʲũ˞]    |
| -iŋ                                               | + r | [ʲǝ̃˞]                               | 影兒 yǐngr [ʲǝ̃̃˞]    |

#### Altérations dues aux tons
Lorsque le timbre vocalique obtenu après rétroflexion est [ə˞] (non nasalisé), il se produit une variation de timbre due au ton de la syllabe. En effet, aux deux derniers tons, [ə˞], passe à [ɐ˞ː]. Ce phénomène permet de poser une opposition phonétique non pertinente entre deux phonèmes en distribution complémentaire : [ə˞]¹-² ~ [ɐ˞ː]³-⁴ (les chiffres en exposant indiquent les tons).
Ainsi, le tableau précédent peut être réinterprété :
| Finale                                         | Tons 1 et 2                | Tons 3 et 4                    |
| -ø +r                                          | [ə˞]                       | [ɐ˞ː]                          |
| -e (-ie, -üe) -ei (-uei), -en (-uen, -üen) + r | [ə˞] ([ʲə˞], [ʷə˞], [ɥə˞]) | [ɐ˞ː] ([ʲɐ˞ː], [ʷɐ˞ː], [ɥɐ˞ː]) |
| -i (-in) + r                                   | [ʲə˞]                      | [ʲɐ˞ː]                         |
| -ü +r                                          | [ɥə˞]                      | [ɥɐ˞ː]                         |

## Analyse morphologique
Le suffixe 兒/儿 -er est souvent décrit comme un suffixe servant à former des diminutifs ou des substantifs. Ce n'est cependant pas, tant s'en faut, son seul emploi. On peut répertorier principalement cinq usages distincts.

### Suffixe de formation nominale (ou verbale)
Le suffixe -er peut bien servir à former des substantifs (dans la plupart des cas), au même titre que 子 -zi et 頭/头 -tou (dans une moindre mesure). Le substantif monosyllabique à deux caractères est dans ce cas une forme non marquée, la forme non suffixée n'existant pas avec cette acception, voire n'étant simplement pas un caractère pouvant s'utiliser librement (beaucoup de caractères, en effet, ne peuvent être utilisés qu'en composition) :
- 把兒 bàr « manche d'un ustensile » = 把子 bàzi (même sens). 把 bà isolé n'a pas ce sens ;
- 裏兒 lǐr « doublure d'un vêtement » = 裏子 lǐzi (même sens). 裏 lǐ isolé n'a pas ce sens ;
- 花兒 huār « fleur ». 花 huā ne s'utilise pas isolément mais seulement en composition dans la langue moderne.

Ce suffixe permet aussi de créer des substantifs sur des bases verbales :
- 錯 cuò « être dans l'erreur » → 錯兒 cuòr « erreur » ;
- 畫 huà « dessiner » → 畫兒 huàr « dessin » ;
- 吃 chī « manger »吃頭兒 chītour « intérêt à manger ».

Attention à 女兒 « fille » (par opposition à « garçon »), qui se lit nǚ’ér et non *nǚr. Dans ce mot composé, 兒 est utilisé comme lexème et non comme suffixe (ou alors comme suffixe de composition lexicale permettant de construire des noms différents de -r).
Quelques rares verbes se construisent avec ce suffixe, parfois à partir de bases nominales :
- 火 huǒ « feu » → 火兒 huǒr « se mettre en colère » ;
- 玩 wán (ne s'emploie pas isolément) → 玩兒 wánr « jouer »

### Formation de diminutifs
Un substantif suivi de ce suffixe peut devenir un diminutif de la forme simple ; c'est le cas pour des caractères comme :
- 槽 cáo « fente, creux » → 槽兒 cáor « petit creux » d'où « rainure, encoche » ;
- 人 rén « humain » → 人兒 rénr « petit humain » d'où « statuette » ;
- 盒 hé « boîte » → 盒兒 hér « petite boîte » d'où « cassette, coffret » ;
- 棍 gùn « bâton » → 棍兒 gùnr « petit bâton » d'où « bâtonnet », etc.

### Variantes sémantiques
La forme suffixée, de nature diverse, prend un sens différent – souvent par généralisation ou par spécialisation – de la forme simple :
- 話 huà « propos (de tous types) » → 話兒 huàr « message oral » ;
- 回信 huíxìn « répondre par lettre » → 回信兒 huíxìnr « répondre (en général) » ;
- 口 kǒu « bouche » → 口兒 kǒur « brèche » ;
- 刺 cì « pique, épine » → 刺兒 cìr « pique, remarque blessante » ;
- 火 huǒ « feu » → 火兒 huǒr « colère ».

### Verbes qualificatifs redoublés
Il est possible de redoubler les verbes qualificatifs monosyllabiques pour obtenir un nouveau terme qualificatif ou adverbial de sens intensif, auquel cas l'utilisation de -er après la syllabe redoublée est soit obligatoire soit exclue :
- 好 hǎo « (être) bon » → 好好兒 hǎohāor « tout à fait bien » / « correctement » ;
- 快 kuài « (être) rapide » → 快快兒 kuàikuāir « très rapide » / « rapidement ».

Le passage du caractère redoublé au ton 1 est obligatoire dans ce type de constructions.
Cependant, 大 dà « (être) grand » fait 大大 dàdā : -er n'est pas permis avec ce verbe.

### Variantes phonétiques
Parfois, le suffixe -er n'apporte aucun changement de sens notable et ne sert qu'à indiquer une variante dans la réalisation phonétique de certaines syllabes, qui se présentent soit simples, soit rétrofléchies. Ainsi, les Pékinois marquent une nette tendance à utiliser ce suffixe à la suite de certains caractères, sans que l'on puisse parler de variation sémantique ni stylistique : c'est le cas pour 事 shì « affaire », ou encore -邊 -biān – dans les locatifs comme 上邊 shàngbian « dessus », 裏‌邊 lǐbian « dedans » – régulièrement prononcés 事兒 shìr, 上邊兒 shàngbianr et 裏邊兒 lǐbianr dans la région de Pékin (北京 Běijīng).
Les formes équivalentes en mandarin de Taïwan, par exemple, seront simplement 事 shì, 上邊 shàngbian et 裏‌邊 lǐbian. Elles ont exactement le même sens que les variantes pékinoises.